# Aristias expers
Aristias expers är en kräftdjursart som beskrevs av J. L. Barnard 1967. Aristias expers ingår i släktet Aristias och familjen Aristiidae. Inga underarter finns listade i Catalogue of Life.